# 659
Năm 659 là một năm trong lịch Julius.